# Chitonina
Chitonina es un grupo de quitones (moluscos) que poseen huevos encascarados (?) de base estrecha y con proyecciones espinosas. El ctenidio (branquia) está en posición adanal. Algunos géneros presentan ocelos.

## Galería

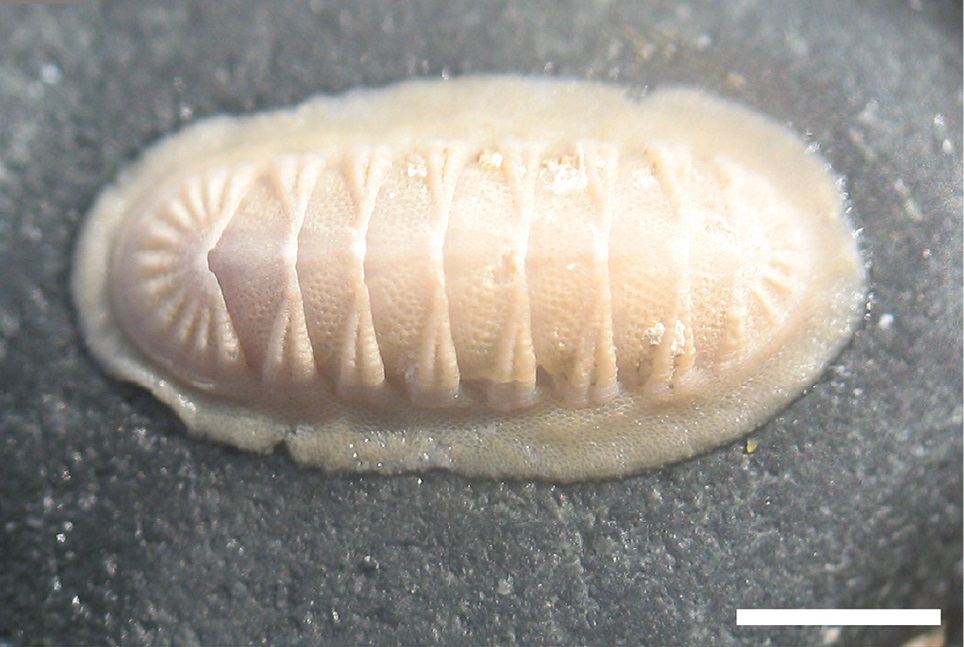
Callistochiton
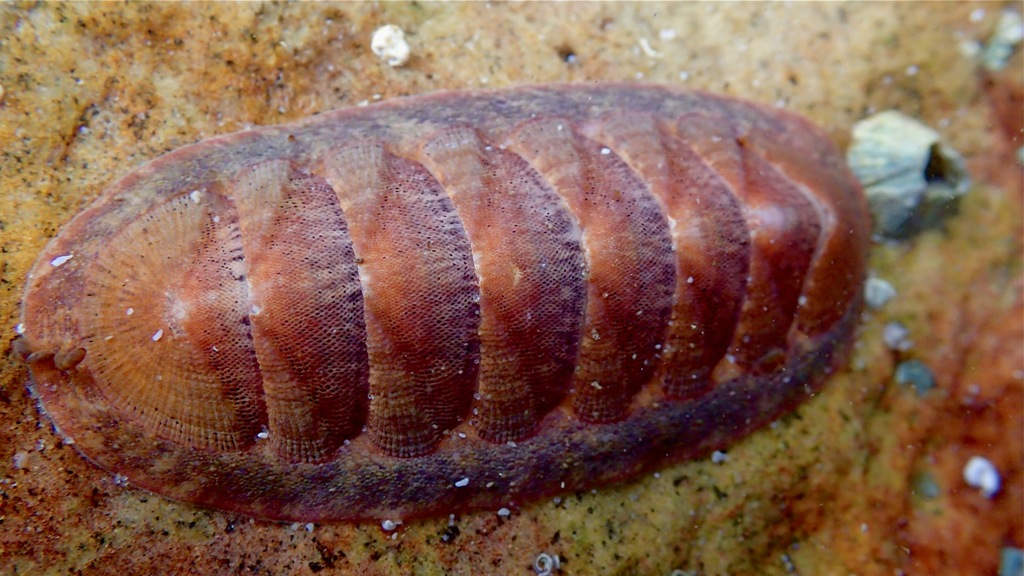
Callochiton
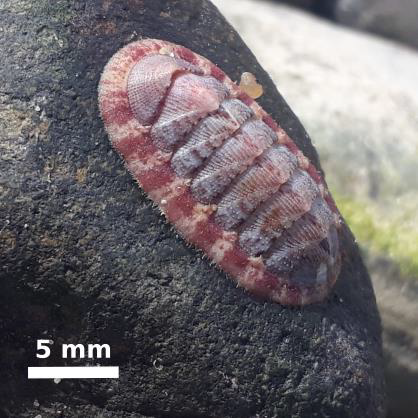
Chaetopleura
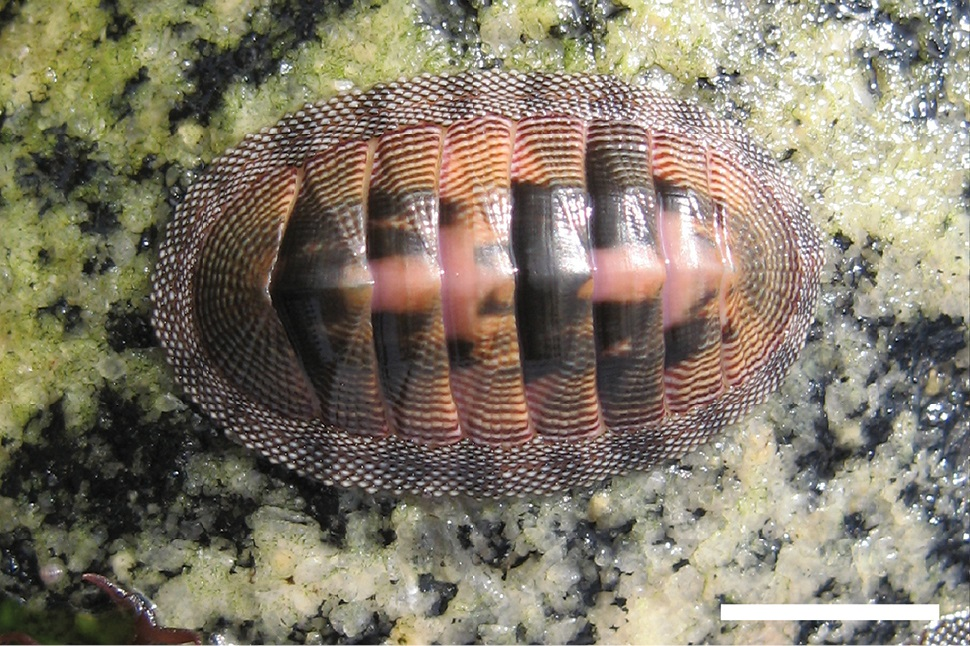
Chiton
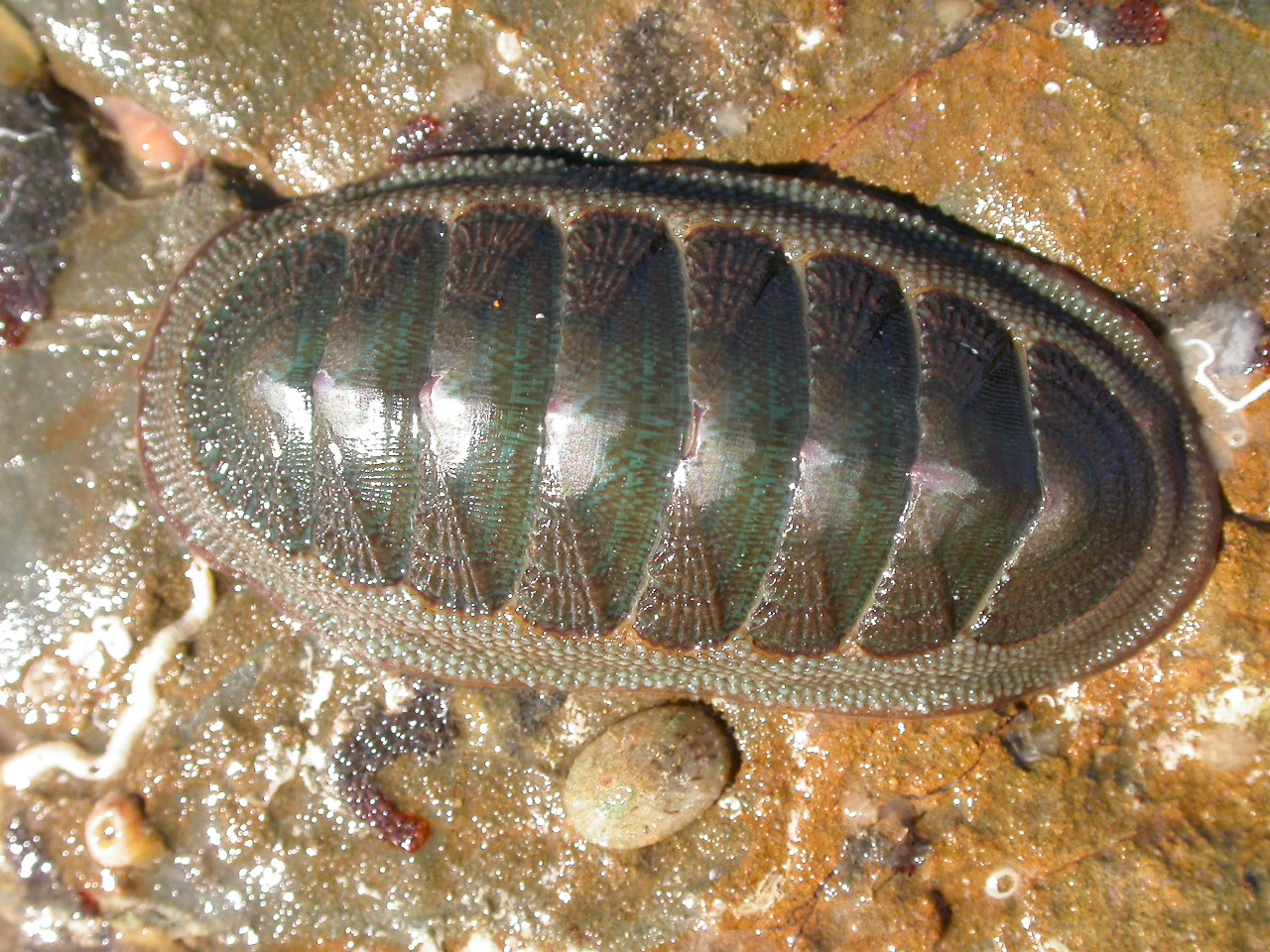
Ischnochiton